# مغامرات نوال
مغامرات نوال مسلسل أنمي ياباني مقتبس من رواية «متجر الفضول القديم» الشهيرة. عرض لأول مره في 25 أكتوبر 1979 واستمر عرضه حتى 1 مايو 1980 على مدار 26 حلقة في اليابان. في عام 1990 تمت دبلجته للعربية بواسطة مؤسسة الإنتاج البرامجي المشترك حيث تولى فلاح هاشم الاشراف الفني وقامت المغنية العراقية سناء طالب بأداء شارة البداية والنهاية للمسلسل وبعد غزو الكويت توقف عرض المسلسل وفي عام 1992 عاد عرض المسلسل لكن تم ازالة جميع الأسماء العراقية واستبدالها باخرى كما تم تغيير مغنية الشارات لتغنيها وجدان لكن مع بقاء نفس الكلمات للنسخة الاصلية.

## مؤدي الاصوات

### النسخة العربية
- إيمان حسين
- مسافر عبد الكريم
- سناء طالب (أغنية البداية والنهاية)

## روابط خارجية
- مغامرات نوال على موقع IMDb (الإنجليزية)
- مغامرات نوال على موقع ألو سيني (الفرنسية)
- مغامرات نوال على موقع قاعدة بيانات الفيلم (الإنجليزية)
- مغامرات نوال على موقع ANN anime (الإنجليزية)